# Arena Gripe
L'Arena Gripe (in croato Športski centar Gripe) è un'arena coperta situata a Spalato suddivisa in due sale, un grande con capienza di 6 000 spettatori e una piccola con capienza di 3 500 spettatori. Ospita le partite casalinghe del K.K.Split. 
La costruzione risale alla seconda metà degli anni '70 in vista dei Giochi del Mediterraneo del 1979.
Nonostante una tradizione così lunga, le strutture sono ancora in funzione e ospitano numerosi sport, molti dei quali trasmettono il nome della città e del paese al mondo attraverso il successo degli atleti che trascorrono ore e ore di allenamento su di essi.
La struttura fu progettata dall'architetto jugoslavo Živorad "Žika" Janković.